# Telstar 14
Telstar 14 (Estrela do Sul 1) ist ein ehemaliger Kommunikationssatellit des kanadischen Satellitenbetreibers Telesat. Der Satellit wurde am 11. Januar 2004 von dem Raumfahrtunternehmen Sea Launch von einer schwimmenden Plattform im Pazifik gestartet. Im Mai 2011 wurde er durch den leistungsstärkeren Nachfolgesatelliten Telstar 14R ersetzt.
Telestar 13 verfügte über 30 Ku-Band-Transponder und versorgte Nord- und Südamerika sowie Teile von Europa. 